# Maxime Bilolo
Maxime Bilolo Katuala (17 mei 2004) is een Belgisch basketballer.

## Carrière
Bilolo speelde in de jeugd van BC Guco Lier en maakte ook bij die club zijn debuut in de tweede klasse. In 2023 ging hij op dubbele licentie ook spelen bij eersteklasser Kangoeroes Mechelen. In de zomer van 2024 maakte hij de overstap naar Spirou Charleroi.

### Nationale ploeg
Bilolo is een Belgisch jeugdinternational en werd in 2023 vierde op het EK U20.